# Ben Sulsky
Benjamin „Ben“ Sulsky (* 22. November 1987 in Durham, New Hampshire) ist ein professioneller US-amerikanischer Pokerspieler, der hauptsächlich online spielt.

## Pokerkarriere

### Online
Sulsky baute sich seine erste Bankroll durch einen zweiten Platz in einem Freeroll auf, für den er 3000 US-Dollar erhielt. Mittlerweile gilt er als einer der besten Cash-Game-Spieler der Welt und spezialisiert sich auf die Varianten Pot Limit Omaha und No Limit Hold’em. Auf dem Onlinepokerraum PokerStars machte er unter dem Nickname Sauce123 bis März 2018 einen Profit von mehr als 5,5 Millionen US-Dollar, womit er der erfolgreichste Spieler auf dieser Plattform ist. Zudem spielte Sulsky unter den Nicknames Sauce1234 und PrtectYaNeck auf Full Tilt Poker.

### Live
Sulsky erzielte seine erste Geldplatzierung bei einem Live-Turnier Anfang Dezember 2007 in Verona im US-Bundesstaat New York. Dort gewann ein Turnier der Super Stack Hold’em Series und sicherte sich eine Siegprämie von knapp 55.000 US-Dollar. Mitte Juni 2010 war er erstmals bei der World Series of Poker (WSOP) im Rio All-Suite Hotel and Casino am Las Vegas Strip erfolgreich und kam bei einem Turnier der Variante No Limit Hold’em in die Geldränge. Seine bis dato letzten Live-Geldplatzierungen erreichte Sulsky bei der WSOP 2015. Dort belegte er jeweils den vierten Platz bei der Poker Player’s Championship sowie dem High Roller for One Drop und kam auch beim Pot-Limit Omaha High Roller auf die bezahlten Plätze, was ihm Preisgelder von insgesamt rund 1,5 Millionen US-Dollar einbrachte.
Insgesamt hat sich Sulsky mit Poker bei Live-Turnieren mehr als 1,5 Millionen US-Dollar erspielt.